# Тори (Грузия)

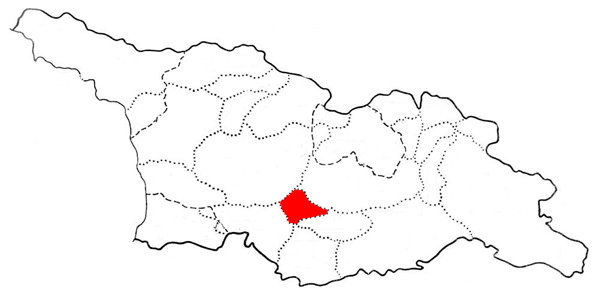
Историческая область Тори

современный край Самцхе-Джавахети

То́ри (груз. თორი) — исторический регион в центральной Грузии (сегодня часть края Самцхе-Джавахети).
Граничит с Триалетией на востоке, с Имеретией на северо-западе и с Внутренней Картлией на северо-востоке.
Область лежит в так называемом Боржомское ущелье. В средние века Тори было фамильным владением семьи Гамрекели (Торели).
Название «Тори» перестали употреблять в XV веке. В то же время область перешла во владение семьи Авалишвили.